# Iターン (小説)
『Iターン』（アイターン）は、作家・福澤徹三による日本の小説。『別册文藝春秋』第281号から第287号まで連載され、2010年8月10日に文藝春秋より単行本が刊行された。広告代理店に勤務する男性が、ヤクザが行き交う“修羅の街”と呼ばれる場所にある支社において、毎日のように2人の組長に選択を迫られるさまを描く。
この小説を書いた理由として福澤は「悪と正義のどちらを選ぶか、自らを生きる道へと導くか、それとも自らを破滅の道に追い込むのかという、ある意味究極の選択を迫られた時に平凡なサラリーマンはどんな動きをするのだろうかというのに興味を持った」からだと述べている。
2019年2月14日からモーニングとDモーニング（講談社）にて大槻閑人の作画により漫画化された。単行本ではIの字がひらがなで『アイターン』になっている。
2019年7月13日から9月28日までテレビ東京系「ドラマ24」でテレビドラマ化された。

## ストーリー
北九州支店の支店長として単身赴任した狛江光雄は、赴任早々仕事上のミスでドラゴンファイナンスと岩切組から賠償金という名目で借金を背負わされてしまう。
2つの対立する暴力団の間に挟まれ、狛江は行きがかり上、岩切組の組長・岩切の舎弟となる。さらに、岩切に借金の返済を強硬に迫られた狛江は、苦肉の策として印刷会社に上乗せ請求してキックバックさせた金で返済すると約束する。小さな取引では返済が進まないとゴネる岩切に、狛江は仕方なく大口の取引先である丸越百貨店の名前を出してしまう。その後、岩切が丸越百貨店の販売促進部部長・深町智博を罠にはめたことで強引に大量の受注を獲得した。借金返済の目処がたったことに加え、本社へ業績を上げた報告ができることに安堵する。
だが、本社の上司である高峰はさらに東亜銀行の仕事もとってこないとリストラの対象となるおそれがあるという。狛江は岩切に相談し、丸越百貨店同様に東亜銀行の支店長・瀬戸川を脅し契約を取り付ける。
後ろめたい気持ちを抱えながらも、日々の生活がやっと安定し始めたと感じていたある日、竜崎の罠にはまり、岩切組の情報を流すスパイになるよう迫られる。情報をなかなか得られない狛江に痺れを切らした竜崎は、ついには組員の桜井を拉致してしまう。竜崎と裏で繋がりのある刑事の城島に、「桜井を死なせたくなかったら自首しろ」と迫られた岩切は仕方なくそれに従うこととなる。その後、桜井は自力で逃げ出し、狛江が機転を利かせて、丸越百貨店の新聞広告に文章を紛れ込ませて知らせたことで、岩切は自白をせずに無事釈放された。
その後、竜崎にカチコミをすると息巻く岩切と共に、狛江はドラゴンファイナンスに乗り込み、駆けつけた組員たちの加勢もあり、ドラゴンファイナンスの裏取引が記録されているパソコンを奪い、無事逃げ出す。狛江はその後、丸越百貨店から新聞広告のことでクレームを受けた高峰から懲戒解雇を言い渡され、2人の部下も解雇し北九州支店も廃止だと告げられる。部下だけは許してくれと言っても聞く耳を持たない高峰を狛江は殴ってしまう。その後、数日会社からも岩切組からも音沙汰は無かったが、会社から突然東京本社に栄転の知らせが届く。柳と吉沢美月も福岡支店に異動になるという。聞けば、ドラゴンファイナンスの裏取引のデータに丸越百貨店のメインバンクである東亜銀行の名もあり、危ない情報を握っている社員は迂闊に刺激しないように、というお達しが出たということらしい。
東京に帰る日、柳と観月に見送られ新幹線に乗り込むと、岩切も同じ電車に乗っている。岩切は「東京でもシノギをみつけてやろうと思ってな」と狛江に言い放つのだった。

## 登場人物

### 狛江家
狛江光雄（こまえ みつお）〈47〉
広告代理店・大宣の社員。事実上の左遷で北九州支店長として単身赴任することとなった。
狛江敦子（こまえ あつこ）〈45〉
光雄の妻。節約家で金にうるさい割に自分には甘く、何かと散財している。
狛江康太（こまえ こうた）〈20〉
光雄の息子。大学生。
狛江遥（こまえ はるか）
光雄の娘。高校生。

### 大宣
高峰（たかみね）
東京本社勤務。狛江と同期入社だが副社長の娘と再婚したおかげで、部長に昇進した。狛江の上司。
吉沢美月（よしざわ みづき）〈22〉
北九州支店の事務担当。愛想だけはよく、癒し的な存在。
柳（やなぎ）
北九州支店の営業担当。

### 岩切組
岩切（いわきり）
広域指定暴力団北州会の三次団体である岩切組の組長。
西尾誠次（にしお せいじ）
岩切組若頭補佐。一流の私立大学出身。
牛窪（うしくぼ）
岩切組組員。製鉄会社の総務で30年近く働いていたがリストラにあい組員になった。
桜井（さくらい）〈21〉
岩切組組員。高校卒業後大工の見習いをしていたが先輩と喧嘩をして仕事をやめ、ぶらぶらしていたところを岩切に拾われた。
伊丹（いたみ）
岩切組組員。組員の中で一番の年長者だが他の組から流れてきたため岩切組の中での地位は低い。元板前で朝のまかないを担当している。
坊野（ぼうの）
岩切の企業舎弟で、普段はゲームセンターの店員として働いている。元傭兵。

### その他
竜崎（たつさき）
ドラゴンファイナンス社長。竜神会組長。
城島（じょうしま）
組織犯罪対策課の刑事。竜崎とつながりがある。
土屋（つちや）
土屋印刷社長。
深町智博（ふかまち ともひろ）
丸越百貨店販売促進部部長。
瀬戸川（せとがわ）〈45〉
東亜銀行北九州支店支店長。
藤堂（とうどう）
北州会の直参。次期会長の椅子にもっとも近いと言われている。

## 書誌情報
- 単行本 : 2010年08月09日発売、文藝春秋、ISBN 978-4-16-329460-5
- 文庫本 : 2013年02月08日発売、文春文庫、ISBN 978-4-16-783841-6

## 漫画
- 原作：福澤徹三（文春文庫刊）、著：大槻閑人 『アイターン』 講談社〈モーニングKC〉、全4巻
  1. 2019年6月21日発売、ISBN 978-4-06-516024-4
  2. 2019年8月23日発売、ISBN 978-4-06-516801-1
  3. 2019年11月22日発売、ISBN 978-4-06-517580-4
  4. 2019年12月23日発売、ISBN 978-4-06-517923-9

## テレビドラマ
2019年7月13日から9月28日までテレビ東京系「ドラマ24」毎週土曜 0時12分から0時52分（金曜深夜）に放送されていた。ムロツヨシと古田新太のダブル主演。

### キャスト
狛江光雄
演 - ムロツヨシ
岩切猛
演 - 古田新太
柳直樹
演 - 渡辺大知
吉村美月
演 - 鈴木愛理
桜井勇一
演 - 毎熊克哉
狛江敦子
演 - 渡辺真起子
瀬戸川達郎
演 - 手塚とおる
城島豊
演 - 河原雅彦
西尾誠次
演 - 塚原大助
牛窪克弥
演 - 菊池均也
伊丹義三
演 - 森羅万象
神野晃
演 - 般若
黒田啓二
演 - 田本清嵐
めぐみ
演 - 森田望智
高峰博之
演 - 相島一之
土沼昭吉
演 - 笹野高史
麗香
演 - 黒木瞳
竜崎剣司
演 - 田中圭

### ゲスト
第1話
- デキる男 - 渋川清彦（最終話）
- 酔っぱらいのおじさん - 木下ほうか
- ヤンキー女 - 伊藤沙莉
- ヌキヌキ万次郎店長 - 矢部太郎（第6話）
- ドラゴンファイナンス社員 虎本 - 岡谷瞳（第11話）
- 土沼キヨ子 ‐ しのへけい子（第2話、第4話）

第2話
- 深町智博 - 木下隆行（第3話）
- ヤクザ - 栄信

第3話
- 闇金北島 - アントニー（第4話）

第4話
- ホルモン道場・かどや店主 - 阿佐ヶ谷姉妹（第11話）

第7話
- ホスト・玲二 - 染谷俊之

第11話
- 坊野 - 阿部進之介（最終話）
- 藤堂 - 蟹江アサド（最終話）

### スタッフ
- 原作 - 福澤徹三 『Iターン』（文春文庫刊）
- 監督・脚本 - 内田英治
- 脚本協力 - 李奈媛、敦賀零
- 音楽 - 牧戸太郎
- オープニングテーマ - にゃんぞぬデシ「勘違い心拍数」
- エンディングテーマ - 竹原ピストル「ON THE ROAD」
- 編集 - 小美野昌史
- 警察監修 - 石坂隆昌
- タロット監修 - みさきのゑ
- スタントコーディネーター - 吉田浩之（ゴールドフィッシュ）
- ガンエフェクト - 近藤佳徳（アニーガンサービス）
- CG - 日本エフェクトセンター
- 技術協力 - IMAGICA
- チーフ・プロデューサー - 阿部真士（テレビ東京）
- プロデューサー - 山鹿達也（テレビ東京）、坂下哲也（AX-ON）、木下真梨子（テレビ東京）、岡宅真由美（アバンズゲート）
- 制作 - テレビ東京、AX-ON
- 製作著作 - 「Iターン」製作委員会

### 放送日程
| 話数   | 放送日  | ラテ欄                                                     |
| ------ | ------- | ---------------------------------------------------------- |
| 第1話  | 7月13日 | 左遷サラリーマンがヤクザの舎弟!? 日本一不運な男の二重生活  |
| 第2話  | 7月20日 | 借金1000万!! 天国と地獄の極道ライフ!?                      |
| 第3話  | 7月27日 | 美人部下とまさかの大恋愛!? 妻子有り40男 単身赴任は天国か!? |
| 第4話  | 8月03日 | 甘い罠に堕ちた狛江 裏金&白い粉で逮捕!? 起死回生の大勝負!   |
| 第5話  | 8月10日 | 爽やかVS強面ヤクザついに全面戦争&禁断の恋に涙の熱唱!?      |
| 第6話  | 8月17日 | 裏切りか親分ラブかどうすればいいの〜!? 究極の選択で大暴走  |
| 第7話  | 8月24日 | 妻がホストと不倫!? 秘密バレてWピンチ…爽やかヤクザの罠      |
| 第8話  | 8月31日 | 衝撃…スパイは2人 裏切り発覚で命の危機 決死の殺人トリック   |
| 第9話  | 9月07日 | 次はあなたの番です パワハラ上司と冷酷なヤクザに逆襲開始!   |
| 第10話 | 9月14日 | 岩切組解散! 逆転のデタラメ広告トリック 組長救う愛犬の涙!?  |
| 第11話 | 9月21日 | いざ! 決死の反撃編 さよなら、妻よ娘よ…銃撃戦の衝撃結末!?   |
| 最終話 | 9月28日 | さよなら、修羅の街 会社員VSヤクザの戦争 最後に笑うのは誰だ |

### 放送局
| 放送期間                 | 放送時間                     | 放送局             | 対象地域          | 備考   |
| ------------------------ | ---------------------------- | ------------------ | ----------------- | ------ |
| 2019年7月13日 - 9月28日  | 土曜 0:12 - 0:52（金曜深夜） | テレビ東京         | 関東広域圏        | 製作局 |
|                          |                              | テレビ愛知         | 愛知県            |        |
|                          |                              | テレビ北海道       | 北海道            |        |
|                          |                              | テレビせとうち     | 岡山県・香川県    |        |
|                          |                              | TVQ九州放送        | 福岡県            |        |
| 2019年7月16日 - 10月1日  | 火曜 0:12 - 0:52（月曜深夜） | テレビ大阪         | 大阪府            |        |
| 2019年7月26日 - 10月11日 | 金曜 1:29 - 2:09（木曜深夜） | 福島中央テレビ     | 福島県            |        |
| 2019年7月26日 - 10月25日 | 金曜 1:02 - 1:42（木曜深夜） | 信越放送           | 長野県            |        |
| 2019年7月27日 - 10月12日 | 土曜 0:45 - 1:25（金曜深夜） | 青森テレビ         | 青森県            |        |
|                          | 土曜 0:30 - 1:10（金曜深夜） | 奈良テレビ         | 奈良県            |        |
|                          | 土曜 2:00 - 2:40（金曜深夜） | 熊本県民テレビ     | 熊本県            |        |
| 2019年7月29日 - 10月14日 | 月曜 23:58 - 翌 0:38         | びわ湖放送         | 滋賀県            |        |
| 2019年8月3日 - 10月19日  | 土曜 1:55 - 2:35（金曜深夜） | IBC岩手放送        | 岩手県            |        |
| 2019年8月4日 - 10月20日  | 日曜 0:00 - 0:40（土曜深夜） | テレビ和歌山       | 和歌山県          |        |
| 2019年8月6日 - 10月22日  | 火曜 1:00 - 1:40（月曜深夜） | 宮崎放送           | 宮崎県            |        |
| 2019年8月9日 - 10月25日  | 金曜 0:55 - 1:35（木曜深夜） | テレビユー山形     | 山形県            |        |
|                          | 金曜 2:05 - 2:45（木曜深夜） | 日本海テレビ       | 鳥取県・島根県    |        |
| 2019年9月9日 - 11月25日  | 月曜 0:50 - 1:30（日曜深夜） | チューリップテレビ | 富山県            |        |
| 2019年9月19日 - 12月5日  | 木曜 0:55 - 1:35（水曜深夜） | 秋田放送           | 秋田県            |        |
| 2019年9月25日 - 12月11日 | 水曜 1:05 - 1:45（火曜深夜） | 南日本放送         | 鹿児島県          |        |
| 2019年10月7日 -          | 月曜 0:00 - 0:35（日曜深夜） | BSテレ東           | BS放送 / 日本全域 |        |
| 2019年10月19日 -         | 土曜 0:45 - 1:25（金曜深夜） | RCCテレビ          | 広島県            |        |
| 2020年5月14日 - 7月30日  | 木曜 0:30 - 1:10（水曜深夜） | 石川テレビ         | 石川県            |        |

### スピンオフ
2019年8月2日より、「犬たちの午後」のタイトルでひかりTVで配信されている。
渡辺大知が演じる柳直樹を主人公とし、岩切組組長の岩切が飼うチワワの昌三を巡って繰り広げられる騒動を描く。
キャスト
- 渡辺大知
- 鈴木愛理
- 毎熊克哉
- 塚原大助
- 般若
- 田本清嵐
- 森田望智
- 相島一之
- ムロツヨシ（特別出演）
- 古田新太（特別出演）
- 田中圭（特別出演）

スタッフ
- 脚本 - イ・ナウォン
- 脚本監修 - 内田英治
- 監督 - 柿沼竹生
- チーフプロデューサー - 阿部真士（テレビ東京）
- プロデューサー - 山鹿達也（テレビ東京）、坂下哲也（AX-ON）、木下真梨子（テレビ東京）、岡宅真由美（アバンズゲート）
- 制作 - テレビ東京、AX-ON
- 製作著作 - 「Iターン」製作委員会

### 関連商品
- 『Iターン』Blu-ray BOX（2019年12月18日発売、東宝）
- 『Iターン』DVD BOX（2019年12月18日発売、東宝）

| テレビ東京系 ドラマ24                      | テレビ東京系 ドラマ24               | テレビ東京系 ドラマ24                             |
| 前番組                                     | 番組名                              | 次番組                                            |
| ------------------------------------------ | ----------------------------------- | ------------------------------------------------- |
| きのう何食べた? （2019年4月6日 - 6月29日） | Iターン （2019年7月13日 - 9月28日） | 孤独のグルメ Season8 （2019年10月5日 - 12月21日） |